# Jan Dydak
Jan Zygmunt Dydak (ur. 14 czerwca 1968 w Czeladzi, zm. 27 marca 2019 w Słupsku) – polski bokser, medalista olimpijski.
Na igrzyskach olimpijskich w Seulu (1988) zdobył brązowy medal w wadze półśredniej. Startował także w mistrzostwach Europy w Göteborgu 1991, gdzie odpadł z turnieju w półfinale (zdobył brązowy medal) i mistrzostwach świata w Sydney 1991, lecz bez powodzenia.
Startując w mistrzostwach Polski, trzy razy sięgał po tytuł mistrza Polski w 1987, 1990, 1991, raz był wicemistrzem kraju 1988 roku, walcząc w wagach półśredniej i lekkośredniej. Dwukrotnie zwyciężał w Turnieju im. Feliksa Stamma w 1989 i 1990. Na przełomie lat 80. i 90. największy, obok Andrzeja Gołoty i Dariusza Michalczewskiego, talent polskiego boksu. Czterokrotny zwycięzca klasyfikacji „Boksu” na najlepszego polskiego pięściarza: 1988 (waga półśrednia), 1989, 1990, 1991 (lekkośrednia).
W barwach Czarnych Słupsk złoty medalista drużynowych mistrzostw Polski w 1990 oraz 8-krotny reprezentant kraju w meczach międzypaństwowych odnosząc (5 zwycięstw, 3 porażki).
Według oficjalnych statystyk stoczył 171 walk, 159 wygrał, 2 zremisował i 10 przegrał.
Karierę zakończył w roku 1991, z powodu poważnej kontuzji dłoni. Był zawodnikiem GKS Jastrzębie (1982–1986) i Czarnych Słupsk (1987–1991). W 2005 został trenerem sekcji bokserskiej Czarnych.